# Spalt (település)
Spalt település Németországban, azon belül Bajorországban. Lakosainak száma 5272 fő (2023. december 31.). Spalt Pleinfeld, Absberg, Haundorf és Röttenbach községekkel határos.

## Népesség
A település népessége az elmúlt években az alábbi módon változott:
| Lakosok száma | 1805 | 2944 | 4055 | 4830 | 4929 | 4937 | 4947 | 5003 | 5102 | 5272 |
|               | 1875 | 1950 | 1975 | 1987 | 2012 | 2014 | 2016 | 2017 | 2021 | 2023 |

## Leírása
A történelmi város Szent Salvator kolostorát 810-ben említették először az oklevelek.
A város első árokkal körülvett fala 1366-ban épült, 1422-ben épült az Alsó-kapu ("Nürnberger Tor"), és a  Felső kapu.
1545-ben és 1632-ben pestis pusztított. A boszorkányüldözés idején az eichstätti püspökség legalább 15 nő t vádolt meg állítólagos boszorkánysággal és ítéltek halálra Spaltból és Güsseldorfból. Két kivégzés történt 1585-ben és még 13 1590-ben.
A harmincéves háború idején 1632-ben svéd dragonyosok foglalták el a települést.
A város két régi városfalának egy része és kaputornyai máig állnak. Két régi kolostora közül a Szt. Emmeram templom  barokk, a Szt. Miklós templom pedig rokokó stílusban épült át.

## Galéria

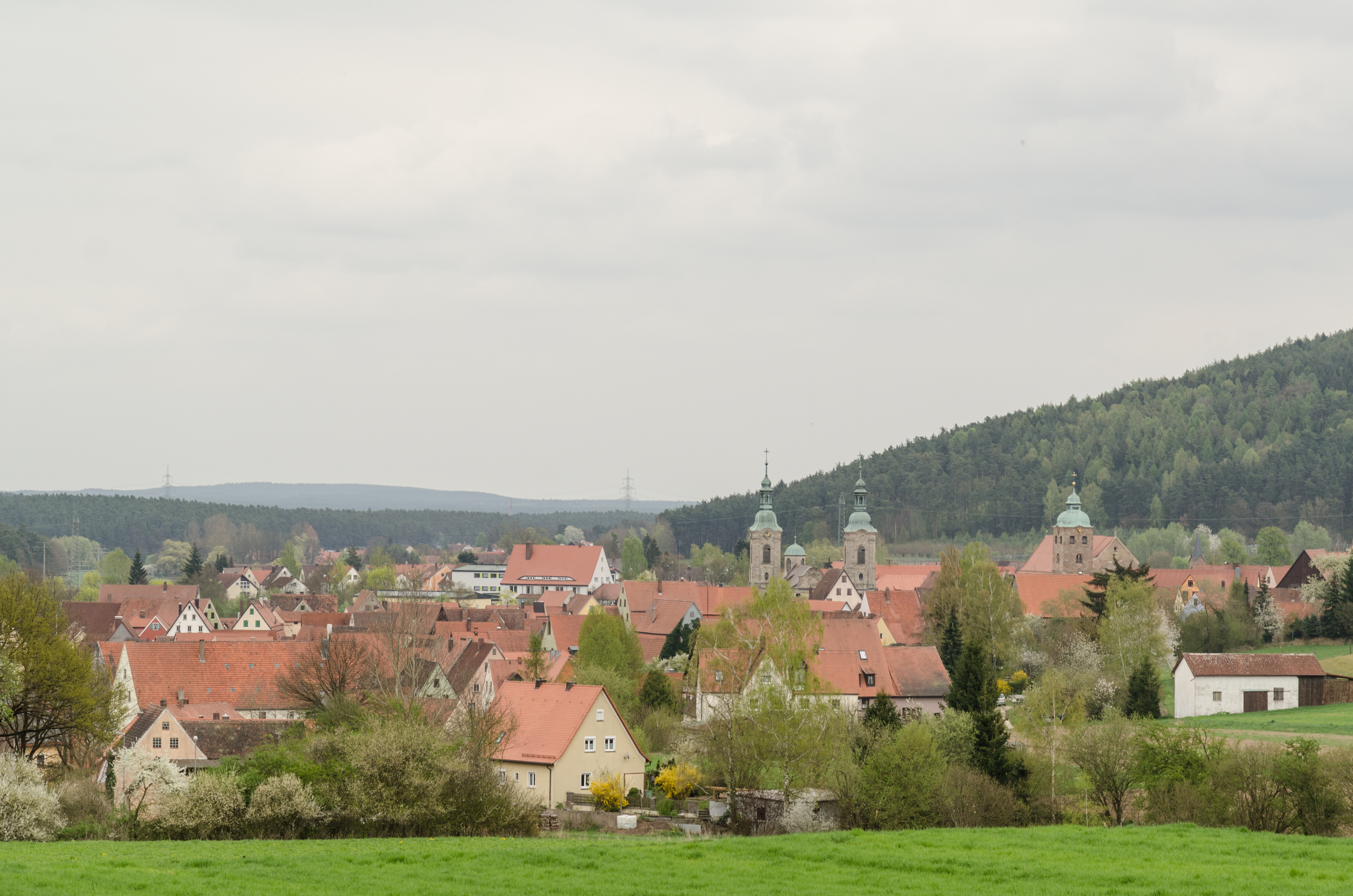
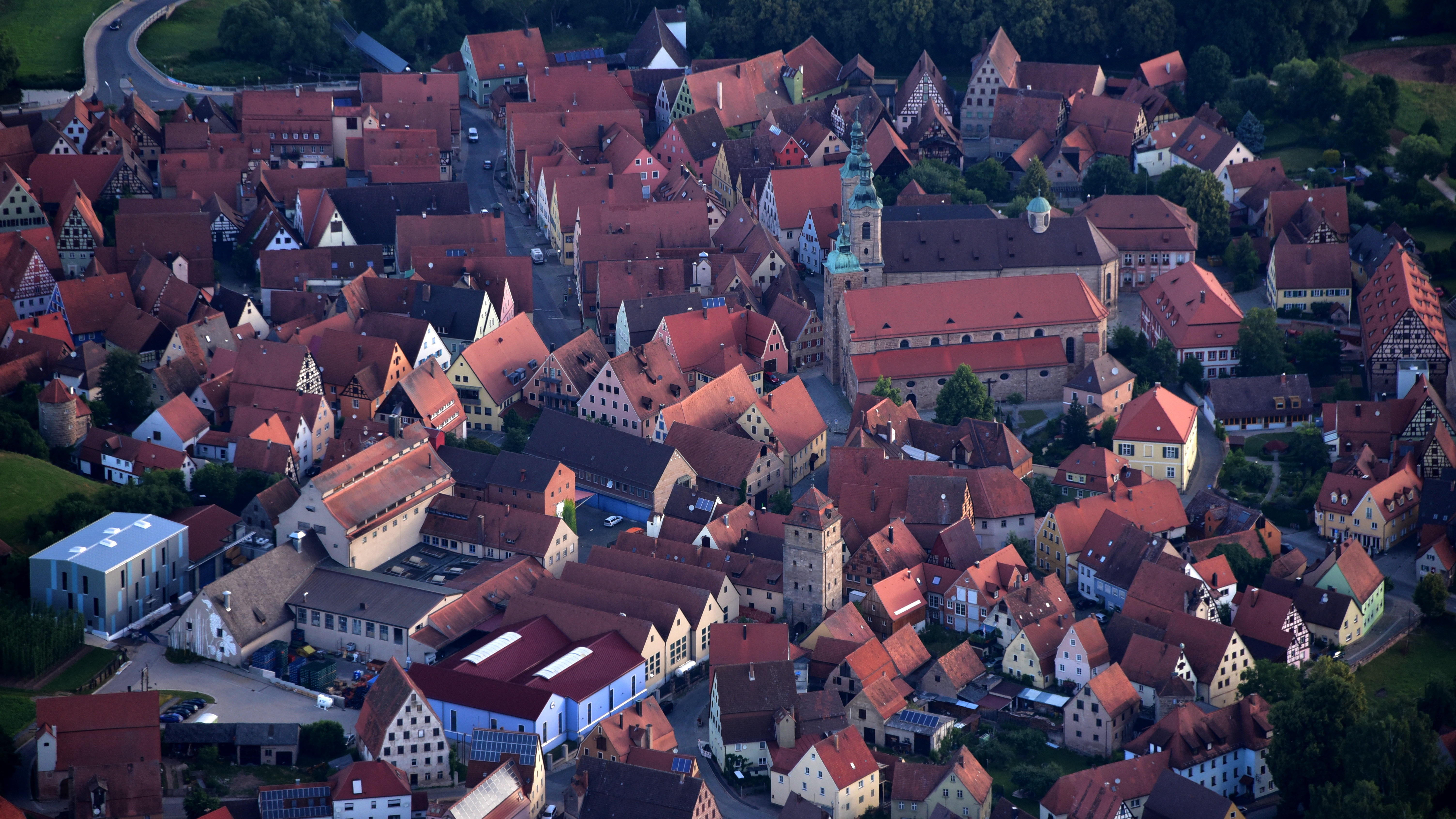
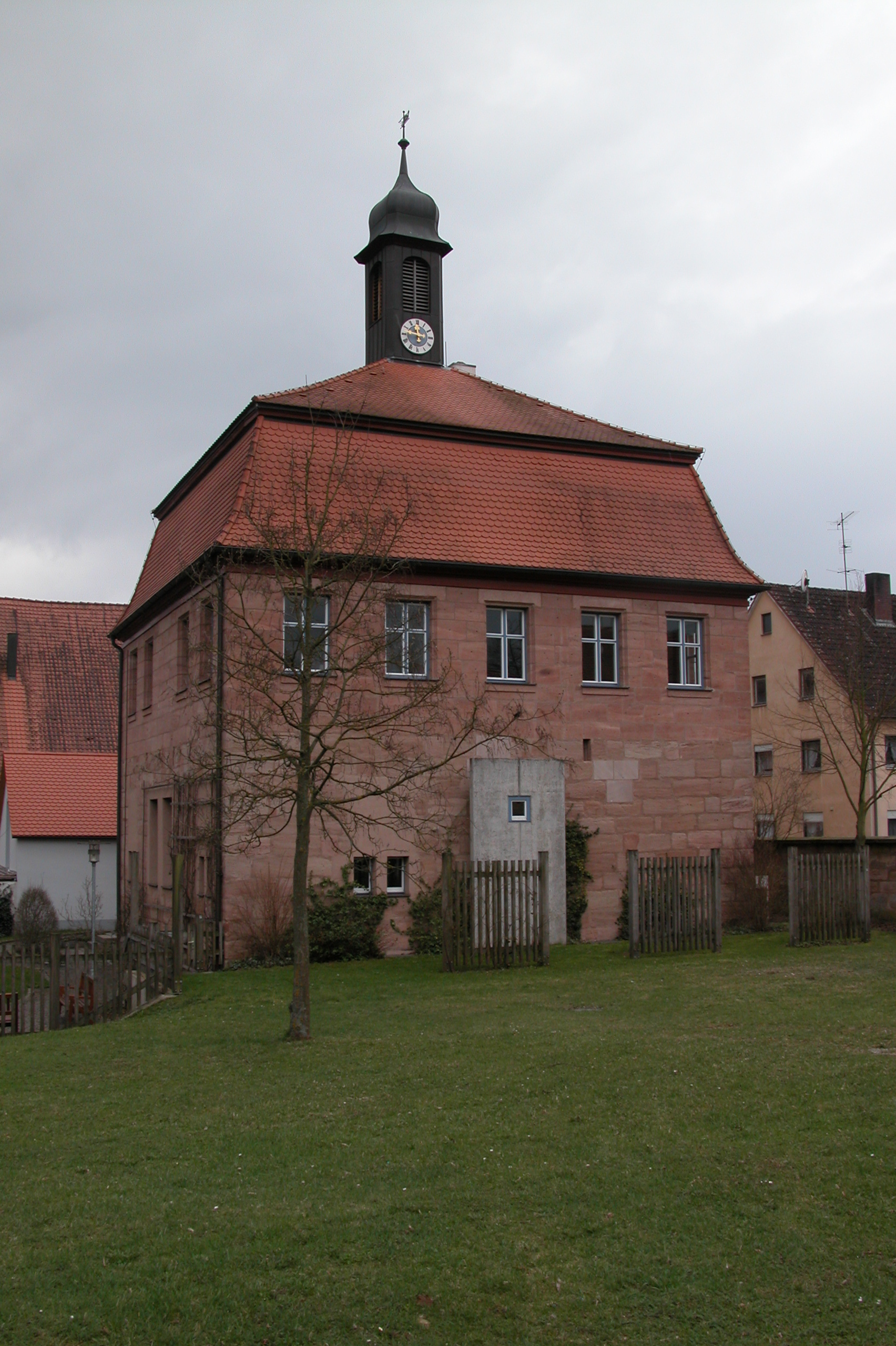
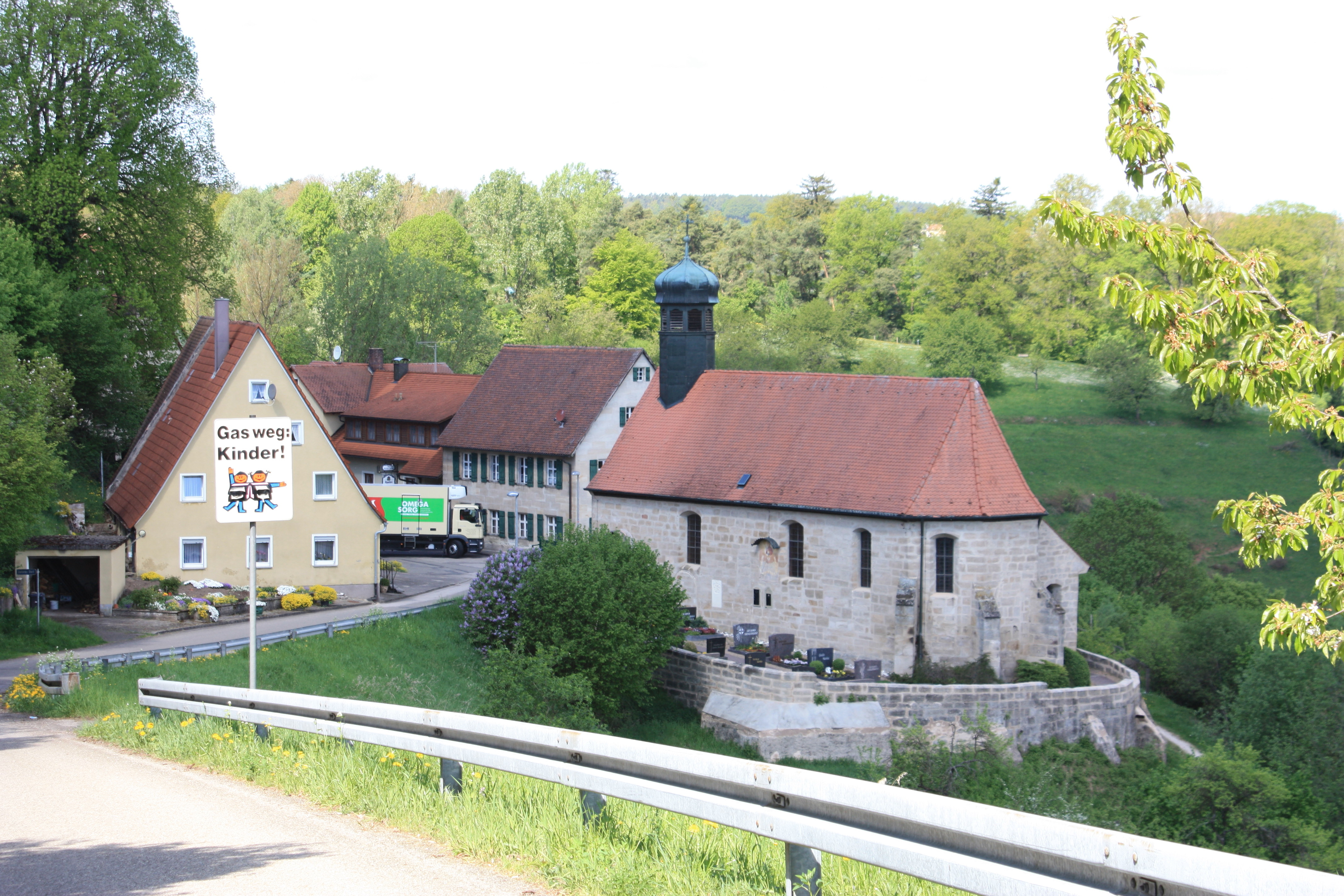
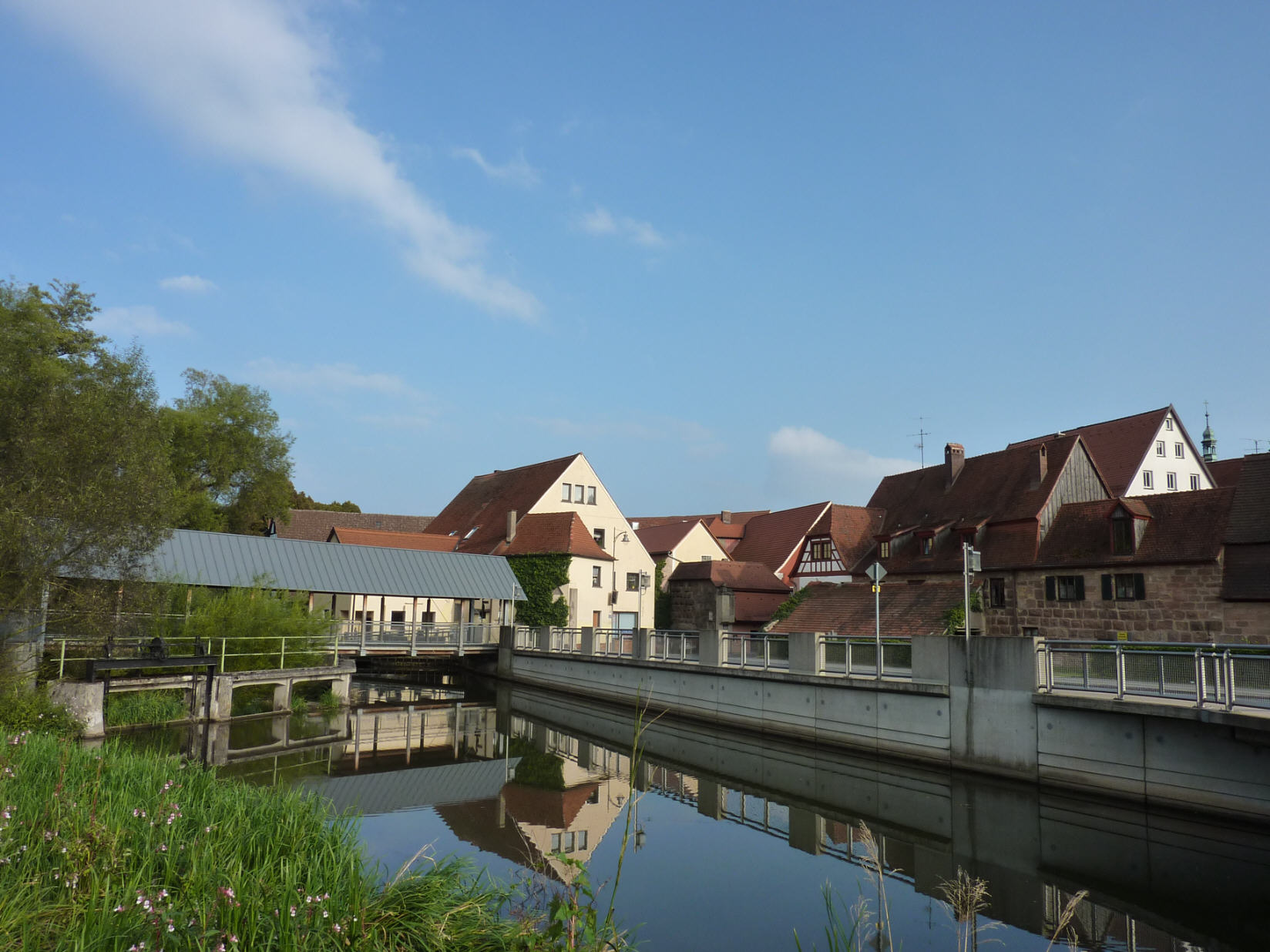
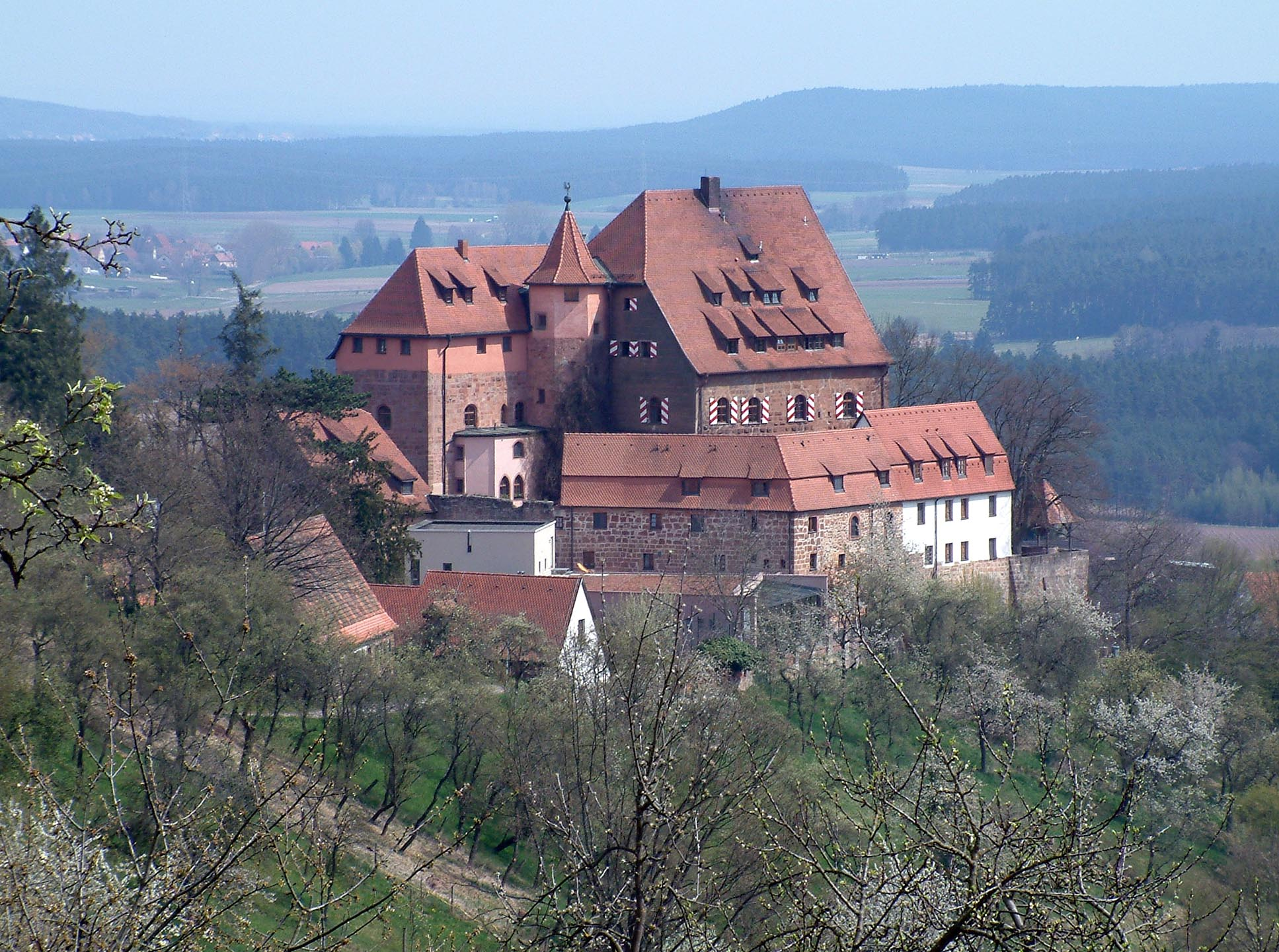

## Nevezetességek
- Szt. Miklós templom
- Szt. Emmeram templom
- Thailenberg kastély